# Омари Тетрадзе
Омари Михајлович Тетрадзе (рус. Омари Михайлович Тетрадзе; 13. октобар 1969) бивши је грузијско−руски фудбалер.

## Каријера
Фудбалску каријеру је започео у редовима Динама из Тбилисија 1987. године. Право име му је било Омар Осипов. Грчког је порекла. Са 18 година је одлучио да промени презиме у грузијску варијанту са бакине стране — Тетрадзе. Једну сезону играо је за друголигаша Мерцхали Озургети, одакле је потом прешао у московски Динамо. Године 1995. освојио је титулу првака Русије са Аланијом Владикавказ. Након успешних наступа у руској лиги, отишао је у иностранство. Наступао је за италијанску Рому и ПАОК из Солуна (са којим је освојио грчки куп 2001. године). Године 2002. вратио се у Владикавказ. Касније је играо за тим Анжија из Махачкале, а каријеру као играч је завршио у редовима Крила Совјетов. 
Године 1992. одиграо је 3 утакмице за уједињену репрезентацију Заједнице независних држава, која је настала након распада Совјетског Савеза. У периоду од 1992. до 2002. године наступао је за репрезентацију Русије на 37 мечева постигавши 1 гол. Био је учесник Светског првенства 1994. у САД и Европског првенства 1996. у Енглеској.
Од 2006. године био је помоћни тренер у клубу Крила Совјетов Самара. По завршетку сезоне преузео је место првог тренера Анжија Махачкале. Потом, 2010. године постао је тренер Волге Нижњи Новгород и остао је до 2011. године. Затим је 2012. године радио у Химкију, а од 2013. био тренер казахстанског клуба Жетису. Дана 30. маја 2016. године Тетрадзе је постављен за менаџера Тобола. Напустио је Тобол споразумно, 27. јуна 2017. године.

## Успеси

### Играч
- Премијер лига Русије прво место 1995 (са Аланијом Владикавказ)
- Куп Грчке 2001 (ПАОК)
- Премијер лига Русије друго место: 1994, 1996.
- Прва лига Грузије прво место: 1990.
- Куп Русије финалиста: 2004.

### Тренер
Анжи Махачкала
- Фудбалска национална лига Русије прво место: 2009.
- Најбољи тренер Фудбалске националне лиге Русије: 2009.[5]

Волга Нижњи Новгород
- Фудбалска национална лига Русије друго место: 2010.